# Julie Barennes
Julie Barennes, née le 9 février 1986 à Agen, est une joueuse puis entraîneuse française de basket-ball.

## Biographie
Après 189 rencontres de LFB avec 5,7 points de moyenne de 2004 à 2012 avec Nice (2004-2007), Arras (2007-2009) et Basket Landes (2009-2012), elle s'interroge sur sa carrière après sa non-reconduction par Basket Landes. Titulaire du BE2, elle envisage de mettre un terme à sa carrière ou de rejoindre l’Espagne. S’entraînant avec Toulouse, elle rejoint fin octobre 
UF Angers en Ligue 2 pour pallier le départ de son intérieure américaine, Jessika Bradley.
Sacrée championne de Ligue 2 avec Angers avec 9,4 points, 6,1 rebonds et 1,8 passe décisive pour 11,4 d’évaluation en 15 rencontres, elle signe à l'intersaison pour un retour à Basket Landes.
En 2014, elle est assistante de Cathy Melain pour coacher l'Équipe de France féminine U16.
En novembre 2016, elle devient représentante des joueuses au sein de la Ligue féminine de basket.
Au printemps 2017, elle met un terme à sa carrière de joueuse pour rejoindre le banc de Basket Landes comme adjointe de Cathy Melain, puis à compter de la saison 2019-2020 comme titulaire. Sous sa direction, Basket Landes remporte le titre de champion de France pour la première fois de son histoire en mai 2021. Le club remporte ensuite deux Coupes de France, lors des éditions 2021-2022 et 2022-2023. En 2025, le club remporte son deuxième titre de champion de France.
Championne de France avec Basket Landes au printemps 2021, elle devient en octobre 2021 entraîneuse de l'Équipe des Pays-Bas, assistée d'Aurélie Bonnan. En 2023, elle devient sélectionneuse de éuipe de France des moins de 20 ans quelle conduit au titre de championne d'Europe 2024. Elle avait remporté ce titre en tant que joueuse lors de l'édition de 2005. Peu après ce titre, elle annonce avoir refusé de prolonger avec cette sélection, 
déclarant ne pas partager l'idée de confier les sélections de jeune à des entraîneurs professionnels au profit d'autres entraineurs, plus formateurs selon elle.

## Palmarès

### Jeunes
- Médaillée de bronze au Mondial Espoirs en 2007
- Championne d’Europe Espoirs en 2005
- Médaillée d'argent à l'Euro Espoirs en 2004
- Médaillée de bronze à l’Euro Espoirs en 2006
- Championne d’Europe Cadettes en 2001

### Entraîneuse
- Championne de France : 2021[15], 2025[11]
- Vainqueuse de la Coupe de France : 2022[9], 2023[10]
- Vainqueuse de l'Euro U20 féminin 2024[16]

## Distinction
- Chevalier de l'ordre national du Mérite (décret du 15 janvier 2025)[17]